# Mer de Glace
Mer de Glace („Ledové moře“) je údolní ledovec ve Francii na severním úbočí Mont Blancu v Savojských Alpách. Systém ledovce, včetně ledovce Einzelgletscher je dlouhý asi 12 km a má celkovou rozlohu 32 km², vrstva ledu dosahuje tloušťky 300—400 metrů. Je tak největším ledovcem Francie, i když údaje o jeho velikosti se liší, vzhledem k množství postranních větví a také k postupnému odtávání ledu v důsledku globálního oteplování. Vzniká v nadmořské výšce 2100 metrů spojením Glacier du Tacul a Glacier de Leschaux, čelo ledovce se nachází v nadmořské výšce zhruba 1500 metrů. Masa ledu se pohybuje do údolí rychlostí 90—120 metrů za rok.
Ledovec objevili roku 1741 angličtí cestovatelé William Windham a Richard Pococke, kteří mu také dali jméno.
Voda stékající z ledovce je sváděna podzemním potrubím a pohání vodní elektrárnu provozovanou státní firmou Électricité de France, poté napájí říčku Arveyron, která se v Chamonix vlévá do Arve. Z Chamonix vede do stanice Montenvers na úpatí ledovce lanová dráha, zprovozněná roku 1909. Turistickou atrakcí je prohlídková trasa v jeskyni vyhloubené uvnitř ledovce, která musí být pravidelně obnovována. Ledovcovým údolím Vallé Blanche („Bílé údolí“) vede oblíbená lyžařská vysokohorská trasa, která za dobrých sněhových podmínek umožňuje sjet na lyžích zpod horní stanice lanovky na Aiguille du Midi až do města Chamonix. Délka sjezdu je 20 km.